# سكوت ساغان
سكوت ساجان (بالإنجليزية: Scott Sagan)‏ هو عالم سياسة وكاتب أمريكي، ولد في 1955.